# (13869) Fruge
(13869) Fruge est un astéroïde de la ceinture principale.

## Description
(13869) Fruge est un astéroïde de la ceinture principale. Il fut découvert le 8 janvier 2000 à Socorro (Nouveau-Mexique) par le projet LINEAR. Il présente une orbite caractérisée par un demi-grand axe de 2,58 UA, une excentricité de 0,11 et une inclinaison de 8,7° par rapport à l'écliptique.

## Compléments